# دزد جواهر (فیلم ۲۰۲۵)
دزد جواهر-سرقت آغاز می‌شود یک فیلم هندی زبان محصول سال ۲۰۲۵ در ژانر سرقت، اکشن هیجان انگیز به کارگردانی کوکیگلاتی و رابی گریوال است. این فیلم توسط مارفلیکس پیکچرز تولید شده است، از بازیگران مشهور این فیلم می‌توان به سیف علی خان، جیدیپ اهلات، نیکیتا دتا و کونال کاپور اشاره کرد. این فیلم در ۲۵ آوریل ۲۰۲۵ در نتفلیکس به نمایش گذاشته شد و با نظرات منفی از سوی منتقدان روبرو گردید